# Port lotniczy Jönköping
Port lotniczy Jönköping (IATA: JKG, ICAO: ESGJ) – lotnisko położone około 8 kilometrów od szwedzkiego miasta Jönköping.
Lotnisko zaczęto budować 1959 a oficjalnie otwarte zostało 3 września 1961 przez ministra transportu Gösta Skoglunda. Do grudnia 2009 stanowiło własność państwową, następnie zostało przejęte przez gminę Jönköping. W ciągu 10 lat, od roku 1998 do 2008, liczba obsługiwanych pasażerów spadła z 252 241 do 76 611.

## Linie lotnicze i kierunki lotów
| Linia lotnicza                  | Kierunek                                                |
| ------------------------------- | ------------------------------------------------------- |
| Braathens International Airways | Sezonowe czartery: 1. Split                             |
| Discover Airlines               | Sezonowe czartery: 1. Frankfurt                         |
| Sunclass Airlines               | Sezonowe czartery: 1. Gran Canaria 2. Palma de Mallorca |